# Hyracodon
Hyracodon is een geslacht van uitgestorven zoogdieren, dat voorkwam van het Vroeg-Oligoceen tot het Vroeg-Mioceen.

## Beschrijving
Deze honderdvijftig centimeter lange hoornloze neushoorn was lichtgebouwd en kon snel rennen. Dit kwam door de lichte voeten, die snel en beweeglijk waren, omdat het aantal tenen was gereduceerd. De spieren waren geconcentreerd in het bovenbeen. Omdat het dier geen wapens had om zich te verdedigen, was de vlucht de enige manier om te ontkomen aan zijn natuurlijke vijanden, zoals de carnivore Hyaenodon en de vele primitieve hondachtigen.
Hyracodons schedel was groot in vergelijking met de rest van het lichaam. Het gebit van Hyracodon leek op dat van latere neushoorns, maar het was een veel kleiner dier en verschilde heel weinig in uiterlijk van de primitieve paarden waarvan het een tijdgenoot was (32-26 miljoen jaar geleden). De laagkronige kiezen waren uitermate geschikt voor het kauwen van bladeren. Het had een korte, brede snuit en zijn lange, slanke ledematen hadden drie vingers. Net als de primitieve paarden leefden hyracodonten in open bossen en beboste steppen en veranderden van bladeren naar grazend gras. Ze stierven uit zonder afstammelingen achter te laten en markeren het einde van de fylogenetische tak van hoornloze, lopende neushoorns. Dit kleine, snel lopende wezen was nauw verwant aan het grootste landzoogdier dat ooit heeft geleefd, het twintig ton zware Paraceratherium.

## Vondsten
Resten van dit dier werden gevonden in Noord-Amerika (Saskatchewan, North Dakota, South Dakota en Nebraska).